# Pascal Rousseau
Pascal Rousseau (Parigi, 4 marzo 1962) è un ex calciatore francese, di ruolo portiere.

## Biografia
Al termine della sua carriera calcistica ha lavorato come assicuratore.
Nel 2000 era tra i membri del comitato direttivo dell'UNFP.
Nel febbraio 2025 ha dichiarato di soffrire di amnesia dissociativa retrograda e di non ricordare la sua carriera. Al contempo non ricordava neppure di avere avuto una moglie e dei figli.

## Carriera
Ha racimolato 169 presenze in Ligue 1, vincendone una nel 1989-1990 da giocatore nell'Olympique Marsiglia. Si è ritirato nel 2003.

## Palmarès

### Club

#### Competizioni nazionali
- Campionato francese di seconda divisione: 1

RC France: 1985-1986
- Campionato francese: 1

Olympique Marsiglia: 1989-1990
- Campionato armeno: 1

Erevan: 1997